# Вокерсвил (Мериленд)
Вокерсвил (енгл. Walkersville) град је у америчкој савезној држави Мериленд.

## Демографија
По попису из 2010. године број становника је 5.800, што је 608 (11,7%) становника више него 2000. године.
| Група             | 2000.         | 2010.         |
| Белци             | 4.890 (94,2%) | 4.991 (86,1%) |
| Афроамериканци    | 101 (1,9%)    | 299 (5,2%)    |
| Азијати           | 62 (1,2%)     | 138 (2,4%)    |
| Хиспаноамериканци | 85 (1,6%)     | 236 (4,1%)    |
| Укупно            | 5.192         | 5.800         |